# Chrysopa gestroi
Chrysopa gestroi is een insect uit de familie van de gaasvliegen (Chrysopidae), die tot de orde netvleugeligen (Neuroptera) behoort. 
Chrysopa gestroi is voor het eerst wetenschappelijk beschreven door Navás in 1929.